# Pomerol (Weinbaugebiet)

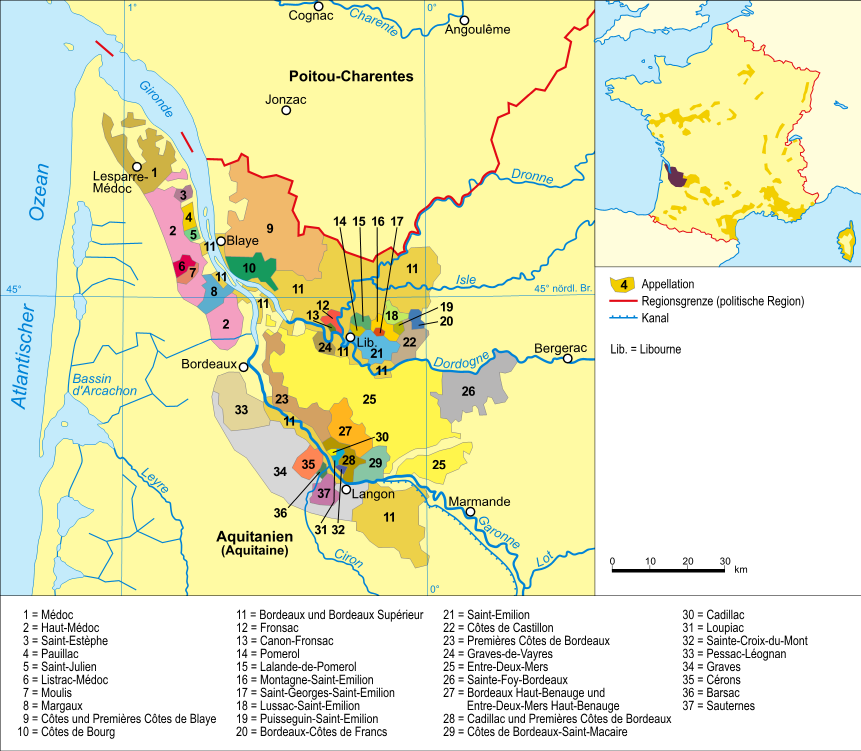
Karte des Weinbaugebiets Bordeaux

Pomerol ist ein Weinbaugebiet im Bordelais und berühmt für qualitativ hochstehende Rotweine.
Es handelt sich um ein AOC-Gebiet vor den östlichen Toren der kleinen Stadt Libourne, etwa 30 km nordöstlich von Bordeaux. Die zugelassenen Rebflächen liegen auf dem Gemeindegebiet von Pomerol sowie im nordöstlichen Teil von Libourne. Im Norden trennt es der Fluss Barbanne vom angrenzenden Weinbaugebiet Lalande-de-Pomerol.
Die Appellation Pomerol erhielt 1936 den AOC-Status als Teil der ersten AOC-Gründungswelle durch die INAO.
Die Weine Pomerols weisen von allen Weinen im Bordeaux-Gebiet den größten Anteil (bis zu 100 Prozent) Merlot auf. Rund 80 Prozent der 800 Hektar bestockter Fläche besteht aus Merlot-Anpflanzungen. Der Rest ist meist mit Cabernet Franc bestockt.
Pomerols feinste Weine entstehen in der Regel an den höchsten Stellen des Plateaus, wo der Boden vorwiegend aus Kies mit Zwischenschichten aus Lehm besteht.
Südlich des Pomerol schließt sich das Weinbau-Gebiet von Saint-Émilion an. Beide Gebiete zusammen bilden den Kern des Bordelaiser "Rechten Ufers", auf Wein bezogen, mit der Gemeinsamkeit der Verwendung hoher Merlot-Anteile in den Cuvées. Dadurch sind sie meist etwas früher zugänglich und sanfter als die Weine aus dem Médoc.
Die rund 800 Hektar des Weinbergs der Appellation Pomerol wurden im Jahr 2009 von 140 Produzenten bearbeitet, die eine durchschnittliche Jahresproduktion von 35.000 Hektolitern erwirtschaften.

## Geschichte
Während des Hundertjährigen Krieges wurde der schon seit Römerzeit bestehende Weinbau völlig aufgegeben und erst wieder im 15. und 16. Jahrhundert neu angelegt. In dieser Zeit gilt Pomerol nur als Satellit von Saint-Émilion. Erst zu Anfang des 20. Jahrhunderts wird die internationale Fachwelt auf die Weine aufmerksam. Diesem Umstand verdankt man die Tatsache, dass es für dieses Gebiet keine Klassifikation gibt. Außerdem handelt es sich bei den Châteaux in der Regel um einfache Bauernhäuser mit nur wenigen Hektar Rebfläche. Nur Château de Sales verfügt mit über 47 Hektar Rebland sowohl über eine akzeptable Größe als auch über ein herrschaftliches Anwesen.

## Wein
Pomerol produzierte jetzt ausschließlich Rotwein, obwohl er vor 100 Jahren eine große Menge Weißwein produzierte. Merlot ist mit 80 % der Rebfläche die wichtigste Rebsorte. Obwohl es fast ausnahmslos gemischt ist, kann der Merlot-Anteil 95 % erreichen, obwohl er gewöhnlich im Bereich von 70–80 % liegt. Die nächstwichtigste Rebsorte ist Cabernet Franc, lokal als „Le Bouchet“ bekannt. Sie macht etwa 15 % der Rebfläche aus und in der Regel 5 bis 20 % der Mischung. Malbec, lokal als „Pressac“ bekannt und im Rest von Bordeaux wenig gepflanzt, wird ebenfalls verwendet. Die verbleibenden erlaubten Trauben, Cabernet Sauvignon und Petit Verdot, werden kaum gepflanzt und selten in der Grand Vin verwendet, obwohl sie wie Malbec im zweiten Wein eines Weinguts auftreten können.
Die Merlot-Traube hat eine intensive Farbe, eine kräftige Nase mit einer breiten aromatischen Palette, die an schwarze Früchte erinnert, manchmal mit einem Hauch von Veilchen und Trüffel. Diese Weine sind reichlich und von großer Länge im Mund, ohne Härte und können eine lange Lagerung in Flaschen unterstützen. Die Weine der Appellation sind elegant und ausgewogen. Die Sorten Cabernet Franc, Cabernet Sauvignon, Côt (oder Malbec) sind häufig vorhanden und verleihen den Weinen Struktur und Komplexität. Die Petit Verdot, eine ehemalige Rebsorte aus Bordeaux, ist ebenfalls zugelassen, aber nicht sehr verbreitet.
Bekannte Weingüter der Appellation Pomerol sind:
- Pétrus
- Château La Conseillante
- Château L’Evangile
- Château Lafleur
- Château Trotanoy
- Vieux Château Certan
- Châteaux Certan de May
- La Fleur-Pétrus
- Château La Connivence (das Weingut des ehemaligen Fußballspielers Johan Micoud)
- Petit-Village
- Château Le Pin
- Château Nenin
- Château Gazin
- Château de Sales
- Château L’Enclos
- Château La Croix de la Gay
- Château Beauregard
- Château Plince
- Château Bel Air